# إيش
إيش هي قرية مغربية تقع في الجنوب الشرقي للمغرب على الحدود الجزائرية المغربية، وهي تابعة إدارياً للجماعة القروية بني كيل بإقليم فجيج، وتبعد عن مدينة بوعرفة بـ 100 كلم. ويعيش معظم سكان إيش داخل قصرها المعروف باسم قصر إيش والذي هو عبارة عن عدة منازل مبنية بالتراب وملتصقة فيما بينها، لكن القرية تعتبر مهجورة نظراً لأن أغلب سكانها قد هاجروا إلى أماكن أخرى بسبب العزلة التي تعاني منها إيش، ونقص الخدمات الضرورية، خصوصاً الخدمات الصحية. ويعيش معظم السكان في هذه القرية على تربية الماشية، وتتميز منطقة إيش عموماً بتواجد العديد من النقوش الصخرية القديمة لحيوانات كانت تعيش بالمنطقة، لكن معظم هده المواقع توجد على الحدود بين المغرب والجزائر وهو ما يعني المرور بحقول الألغام والمنشآت العسكرية مما يحد من حرية حركة التنقل في المنطقة وبالتالي صعوبة إكتشاف هذه النقوش الصخرية.

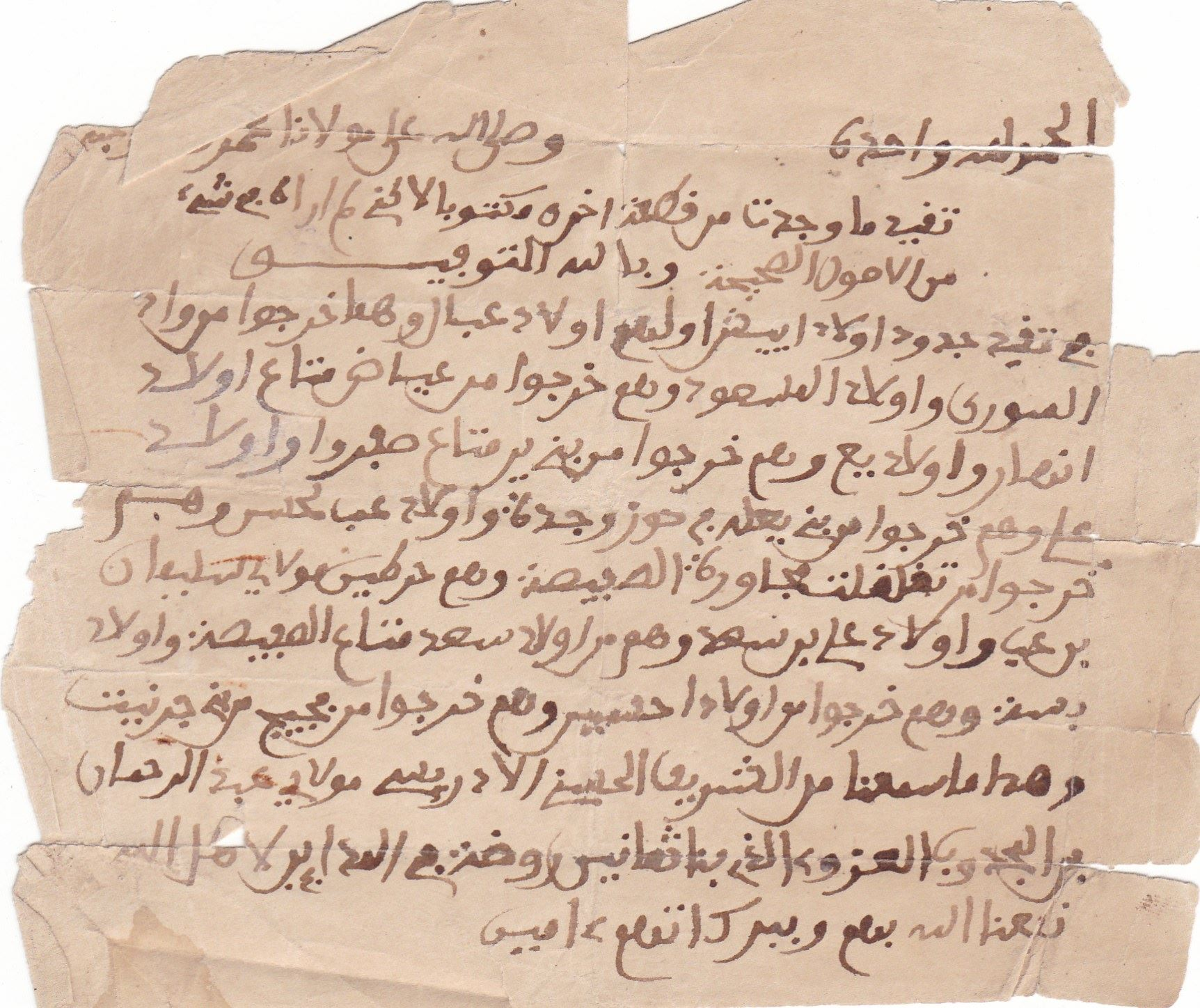
مخطوط أصول أهل إيش يعود للقرن 17

## تاريخ

### التأسيس
يعتبر تاريخ تأسيس قصر إيش غير معروف بشكل دقيق، بسبب تضارب الروايات التاريخية والشفوية حول السكان الأصليين لقصر إيش.

### الإحتلال الفرنسي
في سنة 1844م، بعد إنتصار الفرنسين في معركة إسلي وهزيمة السلطان المولى عبد الرحمن في هذه المعركة، ستعرف المنطقة فقدان السلطان لجزء كبير من أراضيه لصالح الفرنسين على إثر التوقيع على معاهدة للا مغنية، وهو الأمر الذي شكل فراغاً مخزنياً كبيراً في المنطقة، وهو ما يفسّر إقدام سكان إيش في سنة 1856م على تقديم الولاء للفرنسين بالمركز العسكري عين ابن خليل بالرغم من أن معاهدة للا مغنية كانت قد حسمت في جنسية إيش لكن أهل إيش سيتراجعون عن موقفهم هدا في العام الموالي وبعد ثمان سنوات من هده الخطوة التي أقدم عليها أهل إيش سيتم في سنة 1867م في عهد المولى محمد تعيين الحاج العربي بن الشيخ بن الطيب خليفة لعامل وجدة بفجيج. وأمام إرتفاع ضغط المشاكل الحدودية بين الفرنسين وسكان المنطقة سيقوم السلطان المولى الحسن بتكليف أخاه المولى عرفة للقيام بجولة على الحدود الشرقية وقد كان تاريخ وصول المولى عرفة إلى إيش في سنة 1884، وكان من نتائج هده الجولة تعيين أحمد بن امبارك البخاري خليفة لعامل وجدة بفجيج ومن نتائجها أيضا عودة المخزن إلى جباية الضرائب إد خلال هذه الفترة كان أهل إيش يدفعون لقائد فجيج 75 فرنك سنوياً. وقد حاول خلال هذه الزيارة الأمير مولى عرفة لقاء الجنرال مارمي من أجل ترسيم الحدود بين إيش والصفيصيفة لكن هذه المحاولة لم يكتب لها النجاح لأن فرنسا كانت تسخّر كل مجهوداتها للحيلولة دون ترسيم الحدود. ففرنسا كانت تعمل المستحيل من أجل إبقاء الصحراء دون حدود لأنها كانت تراها أرضاً بلا صاحب، وسلطة السلطان هناك كانت فقط صورية، حيث كان السكان فقط يؤدون الضرائب ويدعون له في المنابر أي ما يشبه السلطة الروحية، أما فرنسا فكانت ترى نفسها حاضرة ميدانيا عبر مراكزها العسكرية التي كان دورها إضعاف السلطة المعنوية للسلطان وتتبيت سلطتها. ومع بداية القرن العشرين ستوقع فرنسا بروتوكولين مع المغرب في سنة 1901م، وفي سنة 1902م، وفي هذا الصدد كان السلطان عبد العزيز بعث برسالة مطولة لسكان المنطقة يشرح فيها الظروف التي جعلته يوافق على هذه البروتوكولات، وقد فتحت هذه البروتوكولات آفاق واسعة للتحرك الفرنسي بالمنطقة إذ بموجبهما ستعزز فرنسا من تواجدها بالمنطقة من خلال حصولها على حق إقامة مراكز للتفتيش والمراقبة وكان أهمها مركز فرطاسة الدي يقع شمال غرب إيش إستولت عليه القوات الفرنسية في سنة 1904م دون أي معارضة من المخزن بالرغم من وقوعه غرب الشريط الحدودي (ثنية الساسي ـ إيش) وكان الغرض من إنشائه مراقبة وإفشال محاولات التعاون التي كانت بين قبائل المنطقة خاصة في المجال العسكري.

### بعد الإستقلال
ومن بين أهم الأحداث التي عاشتها إيش هو تعرضها خلال حرب الرمال لحصار من طرف القوات الجزائرية في سنة 1963.
في سنة 2009، خلال زيارة الملك محمد الساس لإقليم فجيج، عرفت إيش إهتماما من طرف السطات المحلية التي خصصت لها إعتمادات مالية من أجل تشييد مركب إجتماعي متعدد الخدمات وتجهيز تجزئة تضم بقعاً للبناء والسكن الإجتماعي من أجل إعادة إيواء سكان قصر إيش.

## تراث

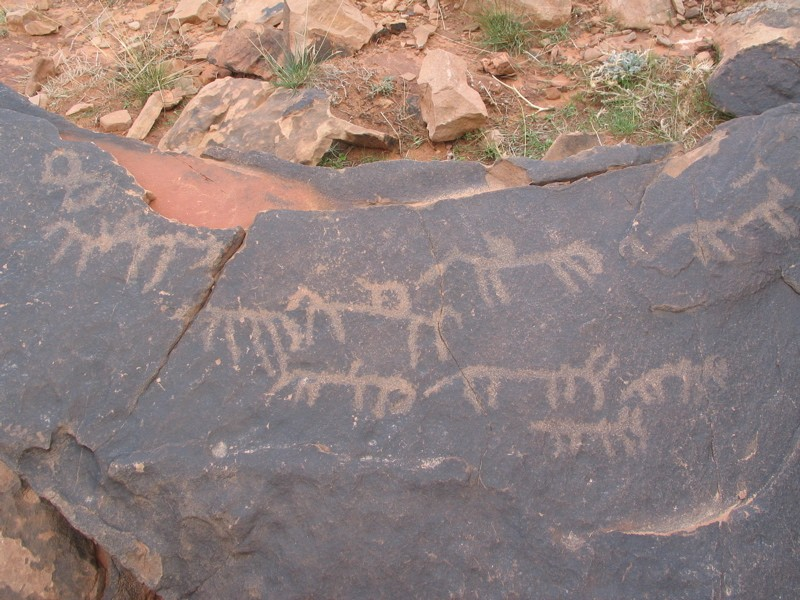
موقع إيش للنقوش الصخرية

تتنوع الفنون الصخرية في فجيج إيتش، والنقوش الخارجية والرسم في الملاجئ الصخرية، علما أن المواقع ذات الرسوم الصخرية نادرة في المغرب. تمثل الصور المنقوشة على ألواح الحجر الرملي، في الهواء الطلق، أو المرسومة على جدران الكهوف، رسائل تركها السكان القدماء.
حيث تسمح لنا بإعادة بناء سلوكهم وحياتهم اليومية ومعتقداتهم والبيئة التي يعيشون فيها. كما تتيح هذه الدراسة تقدير عمر أو فترات إنشاء هذه النقوش، والعلاقات بين هذه المواقع الصخرية في فجيج إيش مع المناطق الصخرية الأخرى في المغرب أو حتى المغرب العربي.